# Günter Netzer
Günter Theodor Netzer (Mönchengladbach, 14 settembre 1944) è un ex calciatore, dirigente sportivo e commentatore televisivo tedesco.

## Carriera
Netzer crebbe nel Mönchengladbach, squadra della sua città natale, dove rimase dagli 8 fino ai 19 anni. Nel 1963 venne acquistato dal Borussia Mönchengladbach. Debuttò in Bundesliga nella stagione 1965-66; nello stesso anno fu convocato in Nazionale per la prima volta.
Netzer continuò a giocare nei fohlen di Mönchengladbach fino al 1973. In 230 partite segnò 82 reti. Con il Borussia vinse il campionato tedesco-occidentale nel 1970 e nel 1971, oltre alla Coppa di Germania nel 1973. Venne inoltre nominato calciatore dell'anno della Germania Ovest negli anni 1972 e 1973.
Sempre nel 1973 fu acquistato dal Real Madrid, desideroso di rispondere all'acquisto di Cruijff da parte dei rivali di sempre del Barcellona. Fu il primo calciatore tedesco a vestire la camiseta blanca, che indossò fino al 1976, vincendo il campionato spagnolo nel 1975 e nel 1976, oltre alla Coppa del Re nel 1974 e nel 1975. Nel 1976 fu acquistato dagli svizzeri del Grasshopper dove scelse di concludere la sua carriera nel 1977.
In nazionale, fu tra i protagonisti della vittoria all'europeo del 1972, manifestazione in cui giocò da titolare la maggior parte delle partite segnando un gol nella fase di qualificazione ed un altro su rigore nella partita di andata dei quarti di finale, giocata a Londra contro la rappresentativa inglese. Netzer scese in campo da titolare anche nella semifinale contro i padroni di casa del Belgio e nella finale contro l'Unione Sovietica, battuta 3-0, contribuendo in maniera decisiva alla conquista del titolo. A coronamento delle sue ottime prestazioni nel torneo, Netzer raggiunse il secondo posto nella classifica del Pallone d'Oro del 1972, dietro al suo compagno di squadra e capitano in nazionale Beckenbauer.
Celebre il suo dualismo con Wolfgang Overath, talentuoso rifinitore del Colonia al quale un infortunio aveva impedito di partecipare alla fase finale dell'Europeo. La rivalità sportiva fra i due centrocampisti si ripropose però in occasione dei Mondiali del 1974
, durante i quali Netzer perse il posto da titolare in favore di Overath, riportando infatti una sola presenza nel corso di tutta la manifestazione subentrando proprio a Overath nel "derby" contro la DDR. Chiuse la carriera nella rappresentativa tedesca nel 1975, con un totale di 37 presenze e 6 reti.
Dopo il ritiro dal calcio giocato tornò in patria, divenendo dirigente sportivo dell'Amburgo. Sotto la sua gestione il club visse uno dei migliori momenti della sua storia, arrivando a conquistare nel 1983 la Coppa dei Campioni ai danni della Juventus.

## Statistiche

### Cronologia presenze e reti in nazionale
| Cronologia completa delle presenze e delle reti in nazionale ― Germania | Cronologia completa delle presenze e delle reti in nazionale ― Germania | Cronologia completa delle presenze e delle reti in nazionale ― Germania | Cronologia completa delle presenze e delle reti in nazionale ― Germania | Cronologia completa delle presenze e delle reti in nazionale ― Germania | Cronologia completa delle presenze e delle reti in nazionale ― Germania | Cronologia completa delle presenze e delle reti in nazionale ― Germania | Cronologia completa delle presenze e delle reti in nazionale ― Germania |
| Data                                                                    | Città                                                                   | In casa                                                                 | Risultato                                                               | Ospiti                                                                  | Competizione                                                            | Reti                                                                    | Note                                                                    |
| ----------------------------------------------------------------------- | ----------------------------------------------------------------------- | ----------------------------------------------------------------------- | ----------------------------------------------------------------------- | ----------------------------------------------------------------------- | ----------------------------------------------------------------------- | ----------------------------------------------------------------------- | ----------------------------------------------------------------------- |
| 9-10-1965                                                               | Stoccarda                                                               | Germania Ovest                                                          | 4 – 1                                                                   | Austria                                                                 | Amichevole                                                              | -                                                                       |                                                                         |
| 14-11-1965                                                              | Nicosia                                                                 | Cipro                                                                   | 0 – 6                                                                   | Germania Ovest                                                          | Qual. Mondiali 1966                                                     | -                                                                       |                                                                         |
| 23-2-1966                                                               | Londra                                                                  | Inghilterra                                                             | 1 – 0                                                                   | Germania Ovest                                                          | Amichevole                                                              | -                                                                       |                                                                         |
| 12-10-1966                                                              | Ankara                                                                  | Turchia                                                                 | 0 – 2                                                                   | Germania Ovest                                                          | Amichevole                                                              | -                                                                       |                                                                         |
| 22-3-1967                                                               | Hannover                                                                | Germania Ovest                                                          | 1 – 0                                                                   | Bulgaria                                                                | Amichevole                                                              | -                                                                       |                                                                         |
| 17-12-1967                                                              | Tirana                                                                  | Albania                                                                 | 0 – 0                                                                   | Germania Ovest                                                          | Qual. Euro 1972                                                         | -                                                                       |                                                                         |
| 6-3-1968                                                                | Bruxelles                                                               | Belgio                                                                  | 1 – 3                                                                   | Germania Ovest                                                          | Amichevole                                                              | -                                                                       |                                                                         |
| 17-4-1968                                                               | Basilea                                                                 | Svizzera                                                                | 0 – 0                                                                   | Germania Ovest                                                          | Amichevole                                                              | -                                                                       |                                                                         |
| 8-5-1968                                                                | Cardiff                                                                 | Galles                                                                  | 1 – 1                                                                   | Germania Ovest                                                          | Amichevole                                                              | -                                                                       | 50’                                                                     |
| 25-9-1968                                                               | Marsiglia                                                               | Francia                                                                 | 1 – 1                                                                   | Germania Ovest                                                          | Amichevole                                                              | -                                                                       | 46’                                                                     |
| 13-10-1968                                                              | Vienna                                                                  | Austria                                                                 | 0 – 2                                                                   | Germania Ovest                                                          | Qual. Mondiali 1970                                                     | -                                                                       |                                                                         |
| 14-12-1968                                                              | Rio de Janeiro                                                          | Brasile                                                                 | 2 – 2                                                                   | Germania Ovest                                                          | Amichevole                                                              | -                                                                       |                                                                         |
| 18-12-1968                                                              | Santiago del Cile                                                       | Cile                                                                    | 2 – 1                                                                   | Germania Ovest                                                          | Amichevole                                                              | -                                                                       |                                                                         |
| 11-2-1970                                                               | Siviglia                                                                | Spagna                                                                  | 2 – 0                                                                   | Germania Ovest                                                          | Amichevole                                                              | -                                                                       |                                                                         |
| 18-11-1970                                                              | Zagabria                                                                | Jugoslavia                                                              | 2 – 0                                                                   | Germania Ovest                                                          | Amichevole                                                              | -                                                                       |                                                                         |
| 22-11-1970                                                              | Atene                                                                   | Grecia                                                                  | 1 – 3                                                                   | Germania Ovest                                                          | Amichevole                                                              | 1                                                                       | 72’                                                                     |
| 17-2-1971                                                               | Tirana                                                                  | Albania                                                                 | 0 – 1                                                                   | Germania Ovest                                                          | Qual. Euro 1972                                                         | -                                                                       |                                                                         |
| 24-5-1971                                                               | Istanbul                                                                | Turchia                                                                 | 0 – 3                                                                   | Germania Ovest                                                          | Qual. Euro 1972                                                         | -                                                                       |                                                                         |
| 12-6-1971                                                               | Karlsruhe                                                               | Germania Ovest                                                          | 2 – 0                                                                   | Albania                                                                 | Qual. Euro 1972                                                         | 1                                                                       |                                                                         |
| 22-6-1971                                                               | Oslo                                                                    | Norvegia                                                                | 1 – 7                                                                   | Germania Ovest                                                          | Amichevole                                                              | 1                                                                       |                                                                         |
| 27-6-1971                                                               | Göteborg                                                                | Svezia                                                                  | 1 – 0                                                                   | Germania Ovest                                                          | Amichevole                                                              | -                                                                       |                                                                         |
| 30-6-1971                                                               | Copenaghen                                                              | Danimarca                                                               | 1 – 3                                                                   | Germania Ovest                                                          | Amichevole                                                              | -                                                                       | 53’                                                                     |
| 8-9-1971                                                                | Hannover                                                                | Germania Ovest                                                          | 5 – 0                                                                   | Messico                                                                 | Amichevole                                                              | 1                                                                       |                                                                         |
| 10-10-1971                                                              | Varsavia                                                                | Polonia                                                                 | 1 – 3                                                                   | Germania Ovest                                                          | Qual. Euro 1972                                                         | -                                                                       |                                                                         |
| 29-3-1972                                                               | Budapest                                                                | Ungheria                                                                | 0 – 2                                                                   | Germania Ovest                                                          | Amichevole                                                              | -                                                                       |                                                                         |
| 29-4-1972                                                               | Londra                                                                  | Inghilterra                                                             | 1 – 3                                                                   | Germania Ovest                                                          | Euro 1972 - Quarti andata                                               | 1                                                                       |                                                                         |
| 13-5-1972                                                               | Amburgo                                                                 | Germania Ovest                                                          | 0 – 0                                                                   | Inghilterra                                                             | Euro 1972 - Quarti ritorno                                              | -                                                                       |                                                                         |
| 26-5-1972                                                               | Monaco di Baviera                                                       | Germania Ovest                                                          | 3 – 0                                                                   | Unione Sovietica                                                        | Amichevole                                                              | -                                                                       |                                                                         |
| 14-6-1972                                                               | Anversa                                                                 | Belgio                                                                  | 1 – 2                                                                   | Germania Ovest                                                          | Euro 1972 - Semifinale                                                  | -                                                                       |                                                                         |
| 18-6-1972                                                               | Bruxelles                                                               | Unione Sovietica                                                        | 0 – 3                                                                   | Germania Ovest                                                          | Euro 1972 - Finale                                                      | -                                                                       | 1º titolo europeo                                                       |
| 15-11-1972                                                              | Düsseldorf                                                              | Germania Ovest                                                          | 5 – 1                                                                   | Svizzera                                                                | Amichevole                                                              | 1                                                                       |                                                                         |
| 14-11-1973                                                              | Glasgow                                                                 | Scozia                                                                  | 1 – 1                                                                   | Germania Ovest                                                          | Amichevole                                                              | -                                                                       |                                                                         |
| 26-2-1974                                                               | Roma                                                                    | Italia                                                                  | 0 – 0                                                                   | Germania Ovest                                                          | Amichevole                                                              | -                                                                       |                                                                         |
| 1-5-1974                                                                | Amburgo                                                                 | Germania Ovest                                                          | 2 – 0                                                                   | Svezia                                                                  | Amichevole                                                              | -                                                                       |                                                                         |
| 22-6-1974                                                               | Amburgo                                                                 | Germania Est                                                            | 1 – 0                                                                   | Germania Ovest                                                          | Mondiali 1974 - 1º turno                                                | -                                                                       | 69’                                                                     |
| 27-4-1975                                                               | Sofia                                                                   | Bulgaria                                                                | 1 – 1                                                                   | Germania Ovest                                                          | Qual. Euro 1976                                                         | -                                                                       |                                                                         |
| 11-10-1975                                                              | Düsseldorf                                                              | Germania Ovest                                                          | 1 – 1                                                                   | Grecia                                                                  | Qual. Euro 1976                                                         | -                                                                       |                                                                         |
| Totale                                                                  |                                                                         | Presenze                                                                | 37                                                                      |                                                                         | Reti                                                                    | 6                                                                       |                                                                         |

## Palmarès

### Club
- Campionato tedesco: 2

Borussia Mönchengladbach: 1969-1970, 1970-1971
- Coppa di Germania: 1

Borussia Mönchengladbach: 1972-1973
- Coppa di Spagna: 2

Real Madrid: 1973-1974, 1974-1975
- Campionato spagnolo: 2

Real Madrid: 1974-1975, 1975-1976

### Nazionale
- Campionato d'Europa: 1

Belgio 1972
- Campionato mondiale: 1

Germania Ovest 1974

### Individuale
- Calciatore tedesco-occidentale dell'anno: 2

1972, 1973
- Inserito tra le "Leggende del calcio" del Golden Foot

2021